# 巴加拉迪
巴加拉迪（義大利語：Bagaladi），是意大利雷焦卡拉布里亚省的一个市镇。总面积30平方公里，人口1135人，人口密度37.8人/平方公里（2009年）。ISTAT代码为080006。